# Naruto: Ultimate Ninja Storm
Naruto: Ultimate Ninja Storm è il primo videogioco della serie Naruto a essere prodotto esclusivamente per PlayStation 3.
Il gioco è uscito nel Nord America il 4 novembre 2008 ed in Oceania e Europa il 7 novembre 2008, mentre in Giappone è uscito il 15 gennaio 2009.
Il gioco è disponibile in due versioni: originale e Collector's Edition, quest'ultima, oltre al Blu-ray del gioco, contiene un CD audio con tutte le colonne sonore del gioco oltre a due copertine, da un lato Naruto e dall'altra Sasuke, entrambi parzialmente trasformati.
Dal 25 agosto 2017, è disponibile Naruto Shippuden: Ultimate Ninja Storm Trilogy, raccolta che include il primo Storm, Storm 2 e Storm 3 Full Burst, su PlayStation 4, Xbox One, Nintendo Switch, Windows e attraverso le piattaforme: PlayStation Network, Xbox Live, Nintendo eShop e Steam, il cui è possibile acquistarli anche singolarmente nel formato digitale.

## Ambiente di gioco
L'ambiente di gioco è simile a quello di Naruto: Ultimate Ninja, ma di livello superiore poiché totalmente visitabile. Nei precedenti Naruto: Ultimate Ninja, i personaggi erano in 3D, mentre l'ambientazione in 2,5D (percorribile solo orizzontalmente), in Ultimate Ninja Storm l'ambientazione e i personaggi sono ricostruiti in 3D. Ogni personaggio ha a disposizione 2 aiutanti (che possono essere richiamati con i tasti R1 e L1). Ognuno ha una mossa speciale utilizzabile in qualsiasi momento (es: Naruto ha la Tecnica della Moltiplicazione), un'Arte Magica che può essere utilizzata quando il personaggio accumula la quantità necessaria di chakra per poterla utilizzare (Rasengan), e solamente una Tecnica Suprema (Taju Kage Bunshin No Jutsu - Libro Ninja di Naruto). Ogni personaggio può contare su una sola trasformazione definita 'Risveglio', attivabile dopo aver subito una certa quantità di danni.
Il gioco non ha caratteristiche on-line ma consente il download attraverso PlayStation Network.
Un'altra delle novità aggiunte (come accennato sopra) è il fatto di poter creare una squadra composta da 3 combattenti,  il personaggio scelto più due di supporto che potranno essere d'aiuto nelle combo, alcune volte eviteranno i danni subiti dal giocatore, oppure utilizzati per guadagnare tempo durante il caricamento del chakra.
Altra novità del gioco sono i Boss, ovvero degli avversari giganti (Gamabunta, Shukaku e Manda). Queste battaglie hanno sequenze basate sui Quick Time Event che mettono alla prova la velocità e i riflessi del giocatore premendo determinati tasti entro un tempo limite.
Naruto Ultimate Ninja Storm presenta una grafica ad alta definizione e gli scenari di battaglia sono dinamici e multidimensionali.

## Personaggi giocabili
- Naruto Uzumaki (Normale/Pigiama (DLC)) [Volpe a Nove Code]
- Sasuke Uchiha (Secondo completo/Completo nero) [Segno maledetto secondo livello]
- Sakura Haruno
- Rock Lee [Otto porte del chakra]
- Neji Hyuga
- Tenten
- Shikamaru Nara (Primo completo/Completo da Chunin)
- Choji Akimichi
- Ino Yamanaka
- Kiba Inuzuka
- Shino Aburame
- Hinata Hyuga
- Gaara della Sabbia (Primo completo/Secondo completo)
- Kankuro (Primo completo/Secondo completo)
- Temari (Primo completo/Secondo completo)
- Kakashi Hatake
- Gai Maito [Otto porte del chakra]
- Il terzo Hokage
- Jiraiya
- Tsunade
- Orochimaru
- Kabuto Yakushi
- Kimimaro [Segno maledetto secondo livello]
- Itachi Uchiha
- Kisame Hoshigaki

### Personaggi di supporto(DLC)
- Shizune
- Asuma Sarutobi
- Kurenai Yuhi
- Anko Mitarashi
- Jirobo
- Kidomaru
- Tayuya
- Sakon/Ukon
- Il primo Hokage
- Il secondo Hokage

## Contenuti aggiuntivi
| Nome          | Data di uscita   | Descrizione |
| ------------- | ---------------- | --- |
| Storm Pack 1  | 6 novembre 2008  | Include una missione aggiuntiva focalizzata su una gara di arrampicata sugli alberi, una sfida contro Kakashi e un nuovo personaggio di supporto e relativa miniatura: Shizune. Inoltre, presenta un nuovo completo per Naruto. |
| Storm Pack 2  | 4 dicembre 2008  | Include una missione aggiuntiva focalizzata su una partita a nascondino e un nuovo personaggio di supporto e relativa miniatura: Asuma Sarutobi.                                                                                |
| Storm Pack 3  | 18 dicembre 2008 | Include una missione aggiuntiva focalizzata su una gara nella foresta, una sfida contro Kiba e un nuovo personaggio di supporto e relativa miniatura: Kurenai Yuhi.                                                             |
| Storm Pack 4  | 8 gennaio 2009   | Include una missione aggiuntiva focalizzata sul trasporto di carichi e un nuovo personaggio di supporto e relativa miniatura: Anko Mitarashi.                                                                                   |
| Storm Pack 5  | 22 gennaio 2009  | Include 4 sfide aggiuntive contro Kiba, Shikamaru, Neji e Gaara, più un nuovo personaggio di supporto e relativa miniatura: Jirobo.                                                                                             |
| Storm Pack 6  | 29 gennaio 2009  | Include una sfida aggiuntiva contro Gaara e un nuovo personaggio di supporto e relativa miniatura: Kidoumaru. |
| Storm Pack 7  | 19 febbraio 2009 | Include 3 sfide aggiuntive contro Shino, Hinata e Shikamaru, più un nuovo personaggio di supporto e relativa miniatura: Tayuya.                                                                                                 |
| Storm Pack 8  | 5 marzo 2009     | Include 3 sfide aggiuntive contro personaggi giganti (Gamabunta, Shukaku, Manda) e un nuovo personaggio di supporto e relativa miniatura: Sakon.                                                                                |
| Storm Pack 9  | 2 aprile 2009    | Include 3 sfide aggiuntive contro Kimimaro, Sasuke e Naruto, più un nuovo personaggio di supporto e relativa miniatura: Primo Hokage.                                                                                           |
| Storm Pack 10 | 2 aprile 2009    | Include 3 sfide aggiuntive contro Gai, Kakashi, Tsunade, Jiraiya e il Terzo Hokage, più un nuovo personaggio di supporto e relativa miniatura: Secondo Hokage.                                                                  |

## Ultimate Ninja Storm Trilogy
Il 25 agosto 2017, è stato reso dispobile Naruto Shippuden: Ultimate Ninja Storm Trilogy, raccolta che include il primo Storm, Storm 2 e Storm 3 Full Burst, non solo su PlayStation 4, ma anche per Xbox One, Nintendo Switch, Windows, il cui è possibile acquistarli pure singolarmente in formato digitale su PlayStation Network, Xbox Live, Nintendo eShop e Steam.

## Accoglienza
| Testata         | Versione | Giudizio |
| --------------- | -------- | -------- |
| Play Generation | PS3      | 86/100   |

La rivista Play Generation lo classificò come il quarto miglior gioco picchiaduro del 2008. La stessa testata diede alla versione per PlayStation 3 un punteggio di 86/100, trovando i combattimenti veloci e frenetici per un titolo che a livello grafico riusciva ad annullare ogni differenza tra gioco e anime, reputando come maggior difetto la presenza di poche modalità di gioco.